# Języki almosańsko-keresiuańskie
Języki almosańsko-keresiuańskie (ang. Almosan–Keresiouan) – hipotetyczna rodzina językowa z Ameryki Północnej, łącząca języki almosańskie (algonkiańsko-wakaskie) z językami kaddo, irokeskimi, siouańskimi i językiem keres. Zaproponowana została przez amerykańskiego językoznawcę Josepha Greenberga i odrzucona przez lingwistów specjalizujących się w językach indiańskich. Zalicza się ją do postulowanych języków amerindiańskich.